# Municipio de Bolaños
El municipio de Bolaños es un municipio de la Región Norte del estado de Jalisco, México. Su cabecera es la localidad de Bolaños. Se encuentra aproximadamente a 300 km al norte de Guadalajara. Según el II Conteo de Población y Vivienda de 2005, el municipio tiene 5,019 habitantes. En sus orígenes llevó por nombre Villa del Real de Bolaños. Su extensión territorial es de 1,499.79 km² y la población se dedica principalmente al sector terciario. A mediados del siglo XVIII se convirtió en un centro minero muy importante, produciendo el 20 % del total de la plata extraída en la Nueva España, en esa época llegó a tener 17,000 habitantes.

## Toponimia
El municipio lleva el nombre de Toribio de Bolaños, originalmente la Villa del Real de Bolaños. Este nombre proviene del nombre del primer encomendero y dueño de las primeras minas que se operaron en la región a fines del siglo XVI antes de que se levantaran los indígenas locales.

## Historia
Sus primeros pobladores vinieron de Etzatlán, tal vez descendientes de toltecas o aztecas, grupos de lengua náhuatl. Los habitantes indígenas de la región al llegar los españoles eran los tepecanos (tepehuanes) y los wixárika (huicholes).
En 1530 Pedro Almíndez Chirinos llegó a este lugar, enviado por Nuño de Guzmán, y lo conquistó. En una merced que le fue dada al conquistador Toribio de Bolaños, incluía las tierras donde se fundó posteriormente la población, tomando por nombre Bolaños.
El antiguo Real de Bolaños tuvo una gran importancia minera desde que en 1748 el indio José Barranco abrió la rica mina a la que le dio su nombre. Otros fundos mineros destacados fueron: La Cocina, la del Espíritu Santo -llamado también La Conejera-, El Parián, El Barranco o de la Conquista, La Castellana, La Perla, Zapopan, La Montañesa, Los Laureles y La Trinidad. Entre los años de 1740 a 1780 ocupó uno de los tres primeros sitios que sostuvieron el reino de la Nueva España.
La producción de plata decreció considerablemente hacia 1830. Bolaños reunió incontables mineros, naciendo así Real de Bolaños. En 1792 los fundos mineros produjeron 120,166 marcos y 4 onzas de plata. Esta excepcional bonanza dio ocupación semanalmente a 1,500 operarios. Para beneficiar a los minerales, llamadas Haciendas de Beneficio, fue tan extraordinario el auge que alcanzó el Real de Bolaños. A partir de la construcción de la capilla dedicada a San José, se le denominó Real de Minas de San José de Bolaños. El fundo minero de San José, fue arrendado a unos ingleses, pero al darse cuenta sus propietarios de que habían sido localizadas ricas vetas, rehusaron renovar el contrato. En represalia, un gerente de origen extranjero taponó la entrada, murieron asfixiados como 150 mineros.
En la actualidad se conservan algunos edificios de aquella antigua grandeza como la Real Caja, las Casas Consistoriales, la Parroquia Vieja y el Santuario de Guadalupe y un número considerable de casas palaciegas muy deterioradas en su mayoría. Desde 1825 perteneció al 8° Cantón de Colotlán. En 1833 se le concedió el título de ciudad mineral de Bolaños y en 1846 es cabecera de uno de los 28 departamentos en que se dividía el estado. El 18 de septiembre de 1875, por decreto número 153, se erige en municipalidad la comisaría de Bolaños.

## Descripción grográfica

### Ubicación

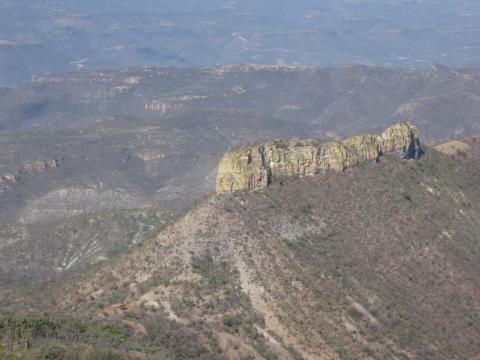
Cañón Bolaños

El municipio de Bolaños se localiza en la región Norte del estado de Jalisco. Sus municipios colindantes son Villa Guerrero, Chimaltitán, Mezquitic y San Martín de Bolaños. Tiene una extensión territorial de 1,301.21 kilómetros cuadrados. 
Limita al norte con los municipios de Mezquitic y Villa Guerrero; al sur con San Martín de Bolaños y Chimaltitán con el que también limita al este, y al oeste con el estado de Nayarit.

## Medio físico
El 52.5 % del municipio tiene terrenos montañosos, la roca predominante es la extrusiva ácida (76 %) se trata de rocas ígneas de origen volcánico vertido a la superficie a través de fisuras o volcanes, el suelo predominante es feozem (52 %), se presenta en cualquier tipo de relieve y clima, excepto en regiones tropicales o lluviosas o zonas muy desérticas. El bosque (64.6 %) es el uso de suelo dominante en el municipio.

### Hidrografía
Los tipos de recursos hídricos del municipio están constituidos por aguas subterráneas, ríos y lagos. El territorio está ubicado dentro de 5 acuíferos de los cuales el 0.0 % no tienen disponibilidad y el 100.0 % se encuentra con disponibilidad de agua subterránea.
El territorio municipal está dentro de las cuencas Río Atengo, Río Bolaños 1, Río Bolaños 2 de las cuales el 100.0 % tienen disponibilidad y el 0.0 % presentan déficit de disponibilidad de agua superficial.
Sus recursos hidrológicos, son proporcionados por los ríos: Bolaños, que pasa de norte a sur y al poniente de la cabecera. El río Camotlán, que con la misma dirección toca el poniente de la superficie municipal, los arroyos de caudal permanente son: El Grande de Satary, El Charco Azul y la Villa. Hay también pequeños manantiales.

### Clima, temperatura y precipitación
La mayor parte del municipio de Bolaños (80.5%) tiene clima semicálido semihúmedo. La temperatura media anual es de 18 °C, mientras que sus máximas y mínimas promedio oscilan entre 30.7 °C y 9.1 °C respectivamente. La precipitación media anual es de 796 mm. Los vientos dominantes son en dirección norte a sur. El promedio de heladas es de 2 días al año.

## Sequía
A nivel municipal la sequía extrema es la que tiene una mayor distribución con un 49.8 %, seguidos por la excepción y severa con el 23 y 13 %.

## Áreas naturales protegidas
Bolaños alberga 2 áreas naturales protegidas con una superficie de 37,670.85 hectáreas (ha) lo que representa el 29.0 % de todo el territorio municipal. Las ANP llevan por nombre Bosque Antiguo y Cuenca Alimentadora del Distrito Nacional de Riego 043, Nayarit.

## Flora y fauna

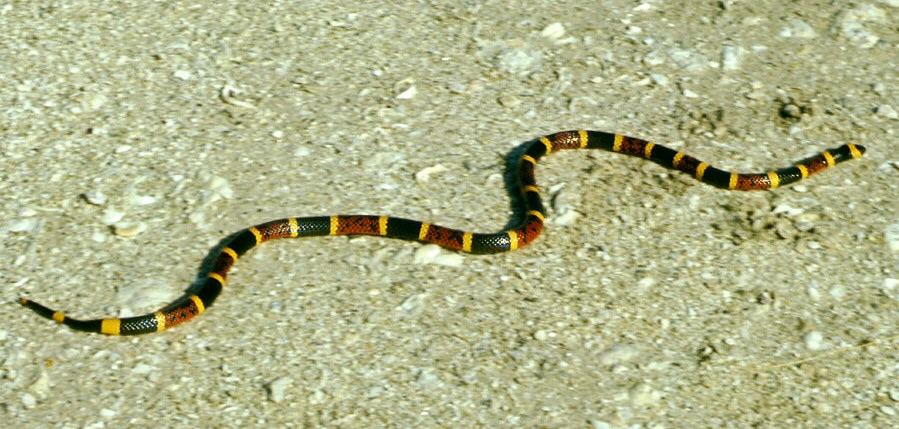
Ejemplo de la fauna de Bolaños.

Cuenta con la Reserva Bosque Antiguo, AC., donde se puede admirar esta biodiversidad: http://bosqueantiguo.wordpress.com/2013/01/11/informe-2011/
Su vegetación se compone de pinos en las cumbres más altas; encinos en sus faldas y matorral espinoso como huizache, el nopal, pitayo, ciruelo y palo dulce.
El venado, el gato montés, el guajolote silvestre, la víbora de cascabel, el coralillo, la samalacoa, el conejo, la ardilla, el águila real y el jabalí habitan en esta región. En los últimos años también se han dado avistamientos de pumas y jaguares.

## Demografía y localidades
Según el Censo de Población y Vivienda 2020, su población en ese año era de 3,095 personas; de las cuales el 48.8 por ciento eran hombres y 51.2 por ciento mujeres. Comparando este volumen poblacional con el del año 2015 (3,122 habitantes), se observa que la población municipal disminuyó un 0.86 por ciento en cinco años.

### Localidades
En 2020 San Martín de Bolaños contaba con 66 localidades, de éstas, 16 eran de dos viviendas y 30 de una. La localidad de San Martín de Bolaños era la más poblada, con 2,138 personas, que representaban el 69.1 % de la población del municipio; le seguía La Garita [Fraccionamiento] con el 5.6 %, El Platanar con el 3.7 %, Barrio de la Esperanza (Linda Vista) con el 2.9 % y Mamatla con el 2.6 % del total municipal.
| Código INEGI      | Localidad         | Población (2020) |
| ----------------- | ----------------- | ---------------- |
| 140190109         | Tuxpan de Bolaños | 1 355            |
| 140190001         | Bolaños           | 1 086            |
| Otras localidades | Otras localidades | 4 602            |
| Total municipal   | Total municipal   | 7 043            |

## Migración
El índice de intensidad migratoria se ubicó en 60 puntos lo que significa un grado de intensidad migratoria alto.

## Pobreza por carencia social
Respecto a las carencias sociales en 2020, destaca que el indicador de carencia por acceso a la seguridad social es el acceso a la seguridad social, con un 65.7 por ciento, que en términos absolutos representa 2,041 habitantes. En contraste, el que menos proporción de población presentó fue el de calidad y espacios de la vivienda, con el 10.4 por ciento. En el mimso rubro encontramos otro indicadores como rezago educativo y acceso a servicios básicos de la vivienda con porcentajes del 31 y 19 por ciento respectivamente.

## Economía y empleo
Conforme a la información del Directorio Estadístico Nacional de Unidades Económicas (DENUE) de INEGI, el municipio de Bolaños cuenta con 131 unidades económicas al mes de mayo de 2024 y su distribución por sectores revela un predominio de establecimientos dedicados a Comercio, siendo estos el 43.51% del total en el municipio.

### Empleo
Para junio de 2024 el IMSS reportó un total de 503 trabajadores asegurados, lo que representó para el municipio de Bolaños una disminución anual de 64 trabajadores en comparación con el mismo mes de 2023, debido a la baja del registro de empleo formal de algunos de sus grupos económicos principalmente el de Extracción y beneficio de minerales metálicos. En función de los registros del IMSS el grupo económico que más empleos presentó dentro del municipio de Bolaños fue el de Extracción y beneficio de minerales metálicos, ya que en junio de 2024 registró un total de 490 trabajadores concentrando el 97.42% del total de asegurados en el municipio. El segundo grupo económico con más trabajadores asegurados fue el de Compraventa de gases, combustibles y lubricantes, que para junio de 2024 registró 6 trabajadores asegurados que representan el 1.19% del total de trabajadores asegurados a dicha fecha. Por último, el tercer grupo económico se basa en la compraventa de materias primas, materiales y auxiliares con el 1% de asegurados.

## Infraestructura
el municipio cuenta con 16 servicios públicos, de los cuales destacan 29 escuelas, seguido de 12 centros de asistencia médica e instalaciones deportivas o recreativas con 12.

### Salud
De acuerdo con los registros de la secretaría de salud, en el municipio se encuentran 14 unidades de servicio de salud como lo son consultorios, hospitales generales y especializados, oficinas administrativas, farmacias, laboratorios, unidades de medicina familiar, de especialidades médicas y móviles. De las cuales 12 corresponden a la Secretaría de Salud (SSJ), 1 unidad de salud es del Instituto Mexicano del Seguro Social (IMSS) y 1 módulo del Instituto de Seguridad y Servicios Sociales para los Trabajadores del Estado (ISSSTE).

## Índice de desarrollo municipal (IDM)
Bolaños obtiene un desarrollo institucional Muy Bajo con un IDM-I de 42.1

## Promedio mensual de carpetas de investigación
Durante el periodo de junio de 2023 a mayo de 2024, se abrieron un total de 36 carpetas de investigación con un promedio mensual de 3 carpetas abiertas en donde el delito con mayor investigación fue por lesiones dolosas.

## Cultura

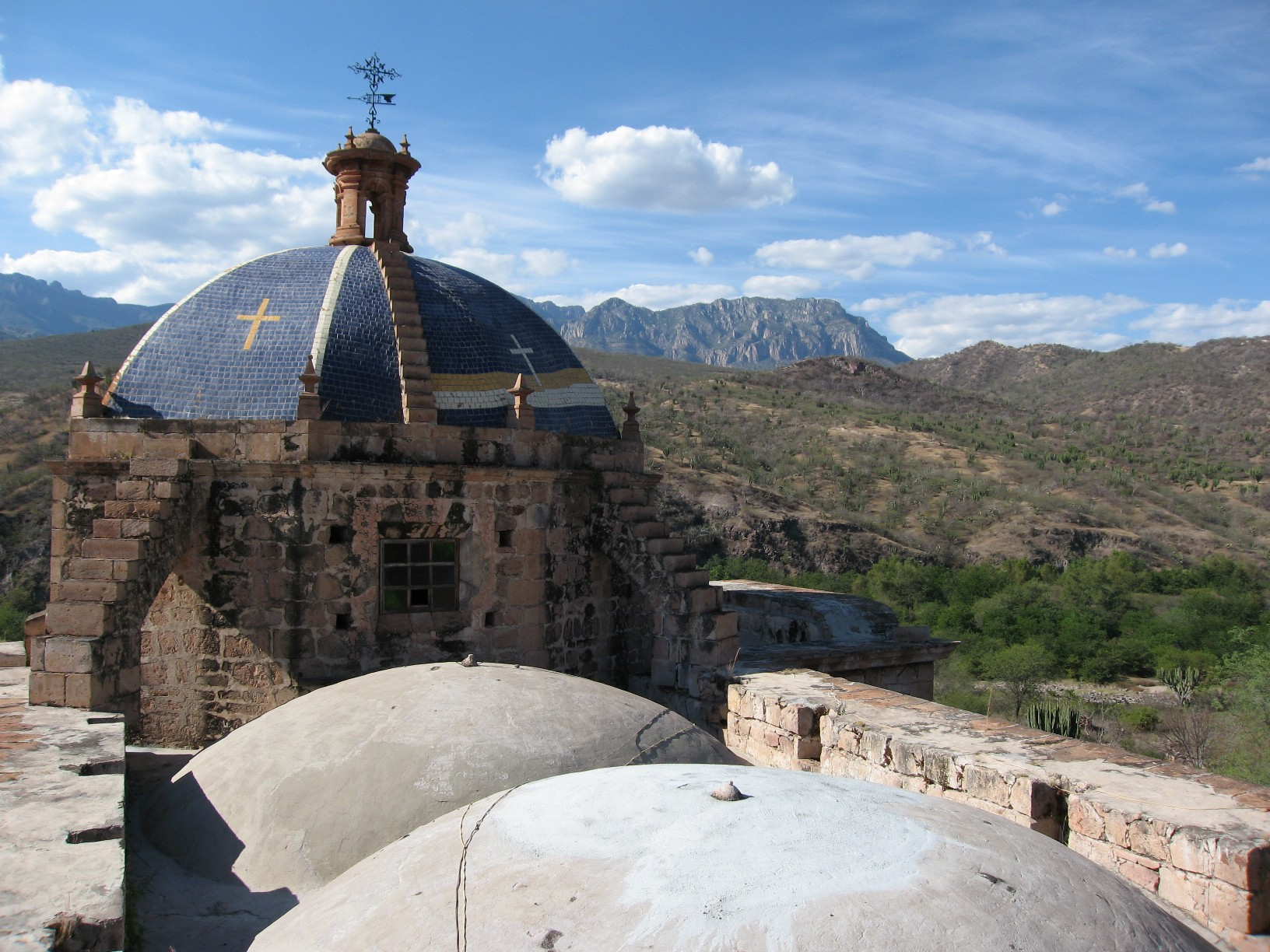
Iglesia de La Playa

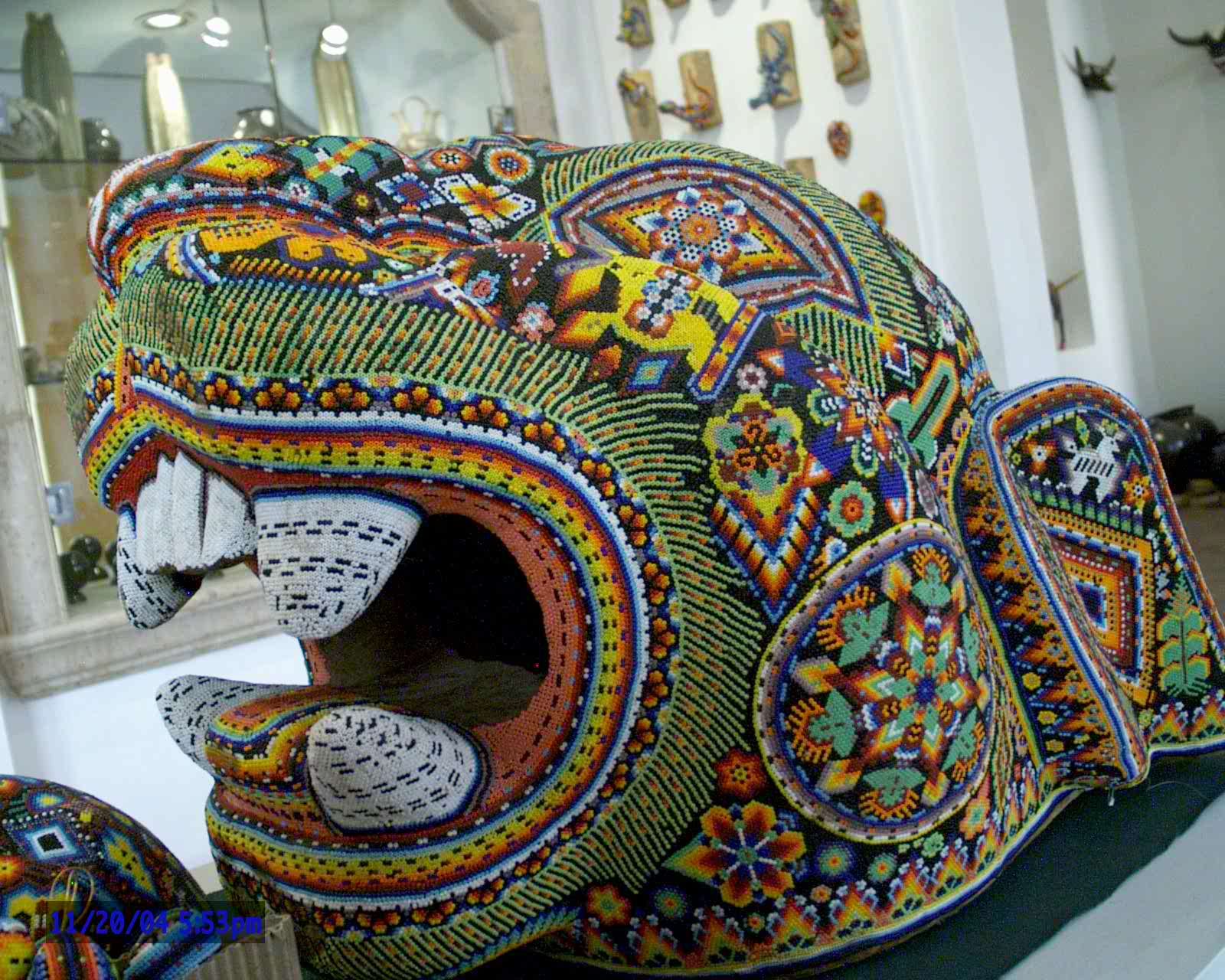
Arte huichol

El arte de los huicholes es una de las orgullosas tradiciones y es posible conseguir aquí trabajos elaborados por estos habitantes del municipio, que van desde aretes, collares, morrales bordados y cuadros de estambre. El "Ojo de Dios" una artesanía huichol elaborada con estambre, es muy popular en la región. 
- Artesanías: Se elaboran anillos, aretes, pulseras, y collares de chaquira; así como morrales bordados. También se elaboran figuras (generalmente de animales) cubiertas con chaquira que destacan por sus formas y mezclas de color. Todos estos artículos forman parte del arte huichol.
- Gastronomía: Tacos, pozole, birria, menudo, enchiladas, flautas, gorditas, sopes y gringas. De sus bebidas destacan el tejuino
- Trajes típicos: Vestimentas huicholes.

### Sitios de interés
| - Iglesia de La Playa. - El Curato. - La Casa de la Condesa. - La Real Caja, del siglo XVIII. | - Puente Colgante. - Puente de las dos culturas - Presidencia Municipal - Antiguas Casas Consistoriales. - El cañón de Bolaños. - Hacienda de Guadalupe. - Casa de la Granada. | - Casa Vivanco - Hacienda de los Ingleses o de Guadalupe. - Templo de Huilacatitán. - Templo de San Antonio de Padua, en Tepec. - Plaza Principal. - Parroquia Vieja - Cerro del Águila. | - La Fábrica (Huilacatitlan) - Mina de plata "La Blanquita". - Mina de plata "San José" - Río Bolaños. - Sierra Madre Occidental - Crucero de Banderitas - Ruta Wixarika - Presa y Acueducto de los Ingleses - El Mirador - Monumento El Venado - Cascadas del Promontorio - Mina de plata "El Alacrán" - Reserva Biológica Bosque Antiguo - Rancho El Astillero - Cerro de la Bufa - Arroyo "El Cajón" |

### Fiestas
Fiestas civiles
- Aniversario de la Independencia de México, 16 de septiembre.
- Feria de la Primavera, 26 de abril al 10 de mayo.
- Festivales culturales, en la última semana de noviembre.

Fiestas religiosas
- Fiesta en honor de la Virgen de Guadalupe, del 4 al 12 de diciembre.
- Día de Muertos, 2 de noviembre.
- Semana Santa.
- Fiesta en honor de la Santa Cruz, 3 de mayo.
- Fiesta en honor a Nuestro Padre Jesús, 6 de agosto
- Fiesta en honor de San José Obrero (patrono del pueblo), del 23 de abril al 1 de mayo.
- Fiesta en honor a San Antonio de Padua, del 5 al 13 de junio.
- Navidad, del 22 al 25 de diciembre.
- Fiesta en honor a la Purísima Concepción, del 1 al 8 de enero.

## Gobierno
Su forma de gobierno es democrática y depende del gobierno estatal y federal; se realizan elecciones cada 3 años, en donde se elige al presidente municipal y su gabinete. Actualmente, el presidente municipal es Trinidad Sandoval González, simpatizante del partido MORENA.
El municipio cuenta con 155 localidades, siendo las más importantes: Bolaños (cabecera municipal), Tepec, Huilacatitlán, La Playa, La Playita, Los Limones, El Refugio, Hacienda de Borrotes, Aguamilpa, Bajío del Tule, Coamostita, Barranquilla, La Ceja, Jazmines, Mesa del Tirador y Tuxpan de Bolaños.